# 皮埃尔-保罗·普吕东
皮埃尔-保罗·普吕东（法語：Pierre-Paul Prud'hon，法語發音：[pjɛʁ pɔl pʁydɔ̃]；1758年4月4日—1823年2月16日）是法国大革命时期极具浪漫气息的、独树一帜的画家，他用自己的眼去观察世界，他以自己的心去感悟艺术，他是古典主义风格画家，同时也是浪漫主义的先驱。

## 生平
普吕东生活的年代虽然正是新古典主义绘画独霸画坛的时候，雅克-路易·大卫曾是当时最显赫的画家，得到拿破仑的推崇。但普吕东并不追随大卫的那种“理想美”而坚持自己的艺术道路。他寻求在艺术中表现人的热情，同时又回避激烈的感情，从而使绘画更富有时代气息，更充满活力。
1758年4月4日生于法国克吕尼一个贫苦家庭。父亲是个石匠。兄弟姐妹13人，他最小。由于早年失怙，自幼过着孤苦伶仃的生活。由于得到贝松神父的照料，普吕东被克吕尼修道院收养。克吕尼修道院是罗马式艺术的瑰宝，普吕东由此萌发了对艺术的爱好，后来贝松神父把他送到美术学校，师从于（拜勃艮第省的第戎画家）德沃热。德沃热虽不是第一流的画家，但他热爱艺术、对艺术有真知灼见，并且善于诱导学生。这位老师后来成了他的保护人，无论在经济上还是艺术创作上，都给了这位未来的画家以巨大的帮助，普吕东在他的悉心教导下进步很快，连续得到奖学金。
早年留学罗马。艺术上受文艺复兴诸名家，特别是列奥纳多·达·芬奇和安东尼奥·达·柯勒乔的影响。作品追求古典美，富于感情色彩。代表作《“正义”与神圣的“复仇”追逐“罪恶”》、《西风神劫走普塞克》、《约瑟芬皇后》3幅均藏于卢浮宫博物馆。
1780年，普吕东来到巴黎，这里新鲜的艺术空气加速了他的成长。在巴黎的三年期间，他接受了古典主义追求"理想美"的思想，终于在第戎的一次罗马奖绘画竞赛上成为一名佼佼者。随后他去了意大利，在那里又受到文艺复兴诸大师的画风的影响，尤其对柯勒乔的作品，他感到分外亲近，决心以柯勒乔作为自己追随的榜样。 　

## 绘画风格
普吕东的绘画基于古典文化的内容和原型，但是他的作品中梦幻感和忧郁感更贴近于浪漫主义画风。他常采用侧面光来加强这种人的情感要素，使形象充满抒情味。因而有人说他的古典主义是带有浪漫主义色彩的。他的画明暗渲染趋于协调。为要取得柔和的效果，他画的神话人物或妇女肖像，都是飘忽不定，如梦一般地处在朦胧的境地。人们管他"法兰西的柯勒乔"，就是由于他的绘画形象太柔美。